# Vanilja (začimba)
Vanilja, tudi vanilija, je posušen in fermentiran strok rastline Vanilla planifolia, iz rodu kukavičevk, ki izvira iz Mehike. 
Vanilja je cenjena zaradi sladkega okusa in prijetnega ter izrazitega vonja, v veliki meri se uporablja za pripravo sladic in parfumov. Večina svetovne proizvodnje vanilje se nahaja v eni manjših regij otoka Madagaskar v Indijskem oceanu.

## Zgodovina
Vanilla planifolia je tradicionalno divje rasla okoli Mehiškega zaliva od Tampica okoli do severovzhodne konice Južne Amerike in od Colime do Ekvadorja na pacifiški strani, pa tudi po vseh Karibih. Ljudstvo Totonac, ki živi ob vzhodni obali Mehike v današnji zvezni državi Veracruz, je bilo med prvimi ljudmi, ki so udomačili vaniljo, ki jo gojijo na kmetijah vsaj od leta 1185. Totonac so vaniljo uporabljali kot dišavo v templjih in kot obesek za srečo v amuletih, pa tudi arome za hrano in pijačo. Gojenje vanilje je bilo malo odmevna zadeva, saj je le malo ljudi izven teh regij vedelo zanjo.
Čeprav so Totonaki najbolj znani ljudje povezani s človeško uporabo vanilje, se domneva, da so bili Olmeki, ki so prav tako živeli na območjih rasti divje vanilje tisoče let prej, eni prvih ljudi, ki so divjo vanilijo uporabljali v kulinariki.
V 15. stoletju so Azteki iz centralnega višavja Mehike zavzeli Totonace in se preko njih spoznali z vaniljo. Strok so poimenovali tlilxochitl ali črna roža, saj se po obiranju hitro zguba in postane črn. Totonaci so Aztekom plačevali redni davek v obliki vaniljevih strokov. 
Azteki iz osrednjega mehiškega visokogorja so leta 1427 napadli Totonake, razvili okus za vaniljev strok in začeli uporabljati vaniljo za aromatiziranje svojih jedi in pijač, pogosto pa so jo mešali s kakavom v pijači, imenovani xocolatl, ki je kasneje navdihnila sodobno vročo čokolado. Sadež so poimenovali tlilxochitl, napačno interpretirano kot 'črna roža' namesto verjetnejšega 'črni strok', ker se zrel sadež skrči in postane temno obarvan kmalu po tem, ko je bil pobran. Za Azteke, podobno kot za prejšnja mezoameriška ljudstva pred njimi, je verjetno, da so z vaniljo prikrili sicer grenak okus kakava, saj sladkornega trsa v teh regijah takrat niso obirali in ni bilo drugih sladil.
Hernán Cortés je zaslužen za uvedbo vanilje in čokolade v Evropo v 1520-ih. V Evropi so na vaniljo gledali predvsem kot na dodatek čokoladi do zgodnjega 17. stoletja, ko je Hugh Morgan, ustvarjalni lekarnar v službi kraljice Elizabete I., ustvaril 'sladkarije' brez čokolade in z okusom vanilje. Do 18. stoletja so Francozi za aromatiziranje sladoleda uporabljali vaniljo.
Do sredine 19. stoletja je bila Mehika glavna proizvajalka vanilje. Leta 1819 so francoski podjetniki pošiljali stroke vanilje na otoka Réunion in Mavricij v upanju, da bodo tam pridelali vaniljo. Po letu 1841, ko je Edmond Albius odkril, kako hitro ročno oprašiti cvetove, so stroki začeli uspevati. Kmalu so bile tropske orhideje poslane z Réuniona na Komorske otoke, Sejšele in Madagaskar, skupaj z navodili za njihovo opraševanje. Do leta 1898 so Madagaskar, Réunion in Komori proizvedli 200 metričnih ton stroka vanilje, približno 80 % svetovne proizvodnje v tem letu. Po podatkih Organizacije Združenih narodov za prehrano in kmetijstvo za leto 2019 je bil Madagaskar, sledila mu je Indonezija, največja proizvajalka vanilje v letu 2018.
Potem ko je tropski ciklon opustošil ključna kmetijska zemljišča, je tržna cena vanilje v poznih 1970-ih močno narasla in kljub uvedbi indonezijske vanilje ostala visoka v zgodnjih 1980-ih. Sredi 1980-ih je kartel, ki je nadziral cene in distribucijo vanilje od svoje ustanovitve leta 1930, razpadel. Cene so v naslednjih nekaj letih padle za 70 % na skoraj 20 USD na kilogram; cene so se spet močno dvignile po tropskem ciklonu Hudah, ki je aprila 2000 prizadel Madagaskar. Ciklon, politična nestabilnost in slabo vreme v tretjem letu so cene vanilje dvignili na 500 USD/kg leta 2004, kar je pripeljalo nove države v industrijo vanilje. Dober pridelek, skupaj z zmanjšanim povpraševanjem zaradi proizvodnje imitacije vanilje, je sredi leta 2005 znižal tržno ceno na 40 $/kg. Do leta 2010 so cene padle na 20 $/kg. Ciklon Enawo je leta 2017 povzročil podoben skok na 500 USD/kg.
Ocenjuje se, da je 95 % 'vaniljinih' izdelkov umetno aromatiziranih z vanilinom, pridobljenim iz lignina, namesto plodov vanilje.
Čeprav je znanstveno sprejeto, da je bila vanilja udomačena v Mezoameriki in se nato razširila v Stari svet, so raziskovalci leta 2019 objavili članek, v katerem navajajo, da je uporaba neidentificirane vrste vanilje, endemične za Stari svet, potrjena v Kanaanu/Izraelu v srednji bronasti dobi in pozneje. Sledi vanilina so našli v vinskih kozarcih v Jeruzalemu, ki jih je uporabljala judovska elita, preden je bilo mesto uničeno leta 586 pr. n. št.

## Etimologija
Beseda vanilla izhaja iz španske besede vainilla, ki pomeni 'majhen strok', ki je pomanjševalnica latinske vagina (ovoj), ki opisuje obliko stroka.

## Biologija

### Kukavičevka vanilja
Glavna sorta za pridelavo vanilina je Vanilla planifolia. Čeprav je domorodna v Mezoameriki in Južni Ameriki, se zdaj pogosto goji v tropih. Indonezija in Madagaskar sta največji proizvajalki na svetu. Dodatni viri vključujejo V. pompona in V. tahitiensis (gojijo se na Niueju in Tahitiju), čeprav je vsebnost vanilina pri teh vrstah veliko manjša kot pri V. planifolia.
Vanilja raste kot vinska trta, pleza po obstoječem drevesu (imenovanem tudi tutor), drogu ali drugi podpori. Lahko se goji v gozdu (na drevesih), v nasadu (na drevesih ali stebrih) ali v rastlinjaku, v naraščajočem vrstnem redu produktivnosti. Njeno rastno okolje se imenuje njen terroir in ne vključuje le sosednjih rastlin, temveč tudi podnebje, geografijo in lokalno geologijo. Če jo pustimo pri miru, bo zrasla čim višje na opori, z malo cvetovi. Višje dele rastline pridelovalci vsako leto zavihajo navzdol, tako da rastlina ostane na višini, ki je dostopna stoječemu človeku. To tudi močno spodbudi cvetenje.
Izrazito aromatizirane spojine najdemo v plodu, ki nastane kot posledica opraševanja cveta. Ti semenski stroki so veliki približno 8 mm × 15 cm in so rjavo rdeči do črni, ko so zreli. V notranjosti teh strokov je oljnata tekočina, polna drobnih semen. En cvet rodi en plod. Cvetovi V. planifolia so hermafroditni: nosijo moške (prašnike) in ženske (stigme) organe. Vendar pa samooprašitev blokira membrana, ki te organe ločuje. Kljub različnim trditvam so edini doslej dokončno dokumentirani opraševalci čebele orhideje iz rodu Eulaema in vsa komercialna proizvodnja vanilje poteka z ročnim opraševanjem s strani ljudi. Prva vaniljeva orhideja, ki je cvetela v Evropi, je bila v londonski zbirki spoštovanega Charlesa Grevilla leta 1806. Potaknjenci te rastline so šli na Nizozemsko in v Pariz, od koder so Francozi najprej presadili trte v svoje čezmorske kolonije. Trte so rasle, vendar zunaj Mehike niso obrodile. Edini znani način pridelave plodov je umetno opraševanje. Danes se tudi v Mehiki v veliki meri uporablja ročno opraševanje.
Leta 1837 je botanik Charles François Antoine Morren začel eksperimentirati z ročnim opraševanjem vaniljevih orhidej v Evropi. Metoda se je izkazala za finančno neizvedljivo in ni bila komercialno uvedena. Nekaj let pozneje, leta 1841, je 12-letni suženj Edmond Albius na Réunionu razvil preprosto in učinkovito metodo umetnega ročnega opraševanja, ki se uporablja še danes. Kmetijski delavec s poševnim rezom bambusa dvigne membrano, ki ločuje prašnik in stigmo, nato pa s palcem prenese polinije s prašnika na stigmo. Cvet, ki se samoopraši, nato proizvede plod. Cvet vanilije traja približno en dan, včasih manj, zato morajo pridelovalci vsak dan pregledovati svoje nasade, ali so cvetovi odprti, kar je delovno intenzivna naloga.
Plod, semenska kapsula, če ostane na rastlini, dozori in se na koncu odpre; ko se suši, fenolne spojine kristalizirajo, kar daje sadežu diamanten videz, ki ga Francozi imenujejo givre (inje). Nato sprosti značilen vonj vanilje. Plod vsebuje drobna, črna semena. V jedeh, pripravljenih s polno naravno vaniljo, so ta semena prepoznavna kot črne pike. V kulinariki se uporabljajo tako strok kot semena.
Tako kot semena drugih orhidej tudi semena vanilje ne bodo kalila brez prisotnosti nekaterih mikoriznih gliv. Namesto tega pridelovalci rastlino razmnožujejo s potaknjenci: odstranijo dele vinske trte s šestimi ali več listnimi vozli, korenino nasproti vsakega lista. Oba spodnja lista se odstranita in to območje se zakoplje v ohlapno zemljo na dnu opore. Preostale zgornje korenine se oprimejo opore in pogosto zrastejo v zemljo. V dobrih pogojih raste hitro.

### Kultivarji
- Bourbonska vanilja ali burbonsko-madagaskarska vanilja, pridelana iz rastlin V. planifolia, prinesenih iz Amerike, je z otokov v Indijskem oceanu, kot so Madagaskar, Komori, Mavricij in Réunion, ki so se prej imenovali Île Bourbon. Uporablja se tudi za opis izrazite arome vanilje, pridobljene iz V. planifolia, ki se uspešno goji v tropskih državah, kot je Indija. Vendar pa v izvlečku burbonske vanilje ni viskija Bourbon, kljub splošni zmedi o tem.
- Mehiška vanilija, narejena iz domače V. planifolia,[24] se proizvaja v veliko manjših količinah in se trži kot vanilja iz dežele njenega izvora.
- Tahitijska vanilja je iz Francoske Polinezije, narejena iz V. tahitensis. Genetska analiza kaže, da je ta vrsta verjetno kultivar iz hibrida V. planifolia in V. odorata. Vrsto je uvedel francoski admiral François Alphonse Hamelin v Francosko Polinezijo s Filipinov, kamor je bila vnesena iz Gvatemale s trgovino z manilsko galejo.[25] Obsega manj kot en odstotek pridelave vanilje in jo prideluje le peščica usposobljenih pridelovalcev in pripravljavcev.[26]
- Zahodnoindijska vanilja je narejena iz V. pompona, ki raste na Karibih ter v Srednji in Južni Ameriki.[27]

Izraz francoska vanilja se pogosto uporablja za označevanje posebnih pripravkov z močno aromo vanilje, ki vsebujejo zrna vanilje in včasih tudi jajca (predvsem rumenjake). Oznaka izvira iz francoskega sloga priprave vaniljevega sladoleda na kremni osnovi z uporabo vaniljevega stroka, smetane in rumenjakov. Vključitev sort vanilje iz katere koli nekdanjega francoskega odvisnega ozemlja ali čezmorske Francije je lahko del arome. Druga možnost je, da se francoska vanilja nanaša na okus vaniljeve kreme.

## Kemija
Vaniljeva esenca se pojavlja v dveh oblikah. Izvleček pravega semena je kompleksna mešanica več sto različnih spojin, vključno z vanilin, etanala, etanojske kisline, furfuralom, heksanojsko kislino, 4-hidroksibenzaldehidom, evgenolom, metil cinamatom in izomasleno kislino.
Sintetična esenca je sestavljena iz raztopine sintetičnega vanilina v etanolu. Kemična spojina vanilin (4-hidroksi-3-metoksibenzaldehid) pomembno prispeva k značilnemu okusu in aromi prave vanilje in je glavna sestavina okusa sušenih strokov vanilje.
Vanilin je leta 1858 prvi izoliral Gobley iz vaniljevih strokov. Do leta 1874 so ga pridobivali iz glikozidov borovega soka, kar je začasno povzročilo depresijo v industriji naravne vanilje. Vanilin je mogoče zlahka sintetizirati iz različnih surovin, vendar je večina živilskega (> 99 % čistega) vanilina narejena iz gvajakola (formula C6H4(OH)(OCH3).

## Pridelava
Na splošno je kakovostna vanilja samo iz dobrih trt in s skrbnimi metodami pridelave. Komercialna pridelava vanilje se lahko izvaja na prostem in v rastlinjaku. Oba proizvodna sistema imata te podobnosti:
- Višina rastline in število let pred proizvodnjo prvih zrn
- Potrebe za senco
- Potrebna količina organske snovi
- Drevo ali okvir za rast (bambus, kokos ali Erythrina lanceolata)
- Intenzivnost dela (dejavnosti opraševanja in žetve)[32]

Vanilja najbolje uspeva v vročem in vlažnem podnebju od morske gladine do nadmorske višine 1500 m. Idealno podnebje ima zmerno količino padavin, 1500–3000 mm, ki so enakomerno porazdeljene v 10 mesecih v letu. Optimalne temperature za gojenje so 15–30 °C podnevi in 15–20 °C ponoči. Idealna vlažnost je okoli 80 %, v običajnih rastlinjakih pa jo lahko dosežemo z izparilnim hladilnikom. Ker pa se vanilja goji v rastlinjaku blizu ekvatorja in pod polimerno (HDPE) mrežo (zasenčenje 50 %), lahko to vlažnost doseže okolje. Najuspešnejša pridelava in predelava vanilje potekata v območju od 10 do 20° od ekvatorja.
Tla za gojenje vanilje morajo biti ohlapna, z visoko vsebnostjo organskih snovi in ilovnate strukture. Biti morajo dobro odcedna, pri tem stanju pa pomaga rahel naklon. pH tal ni dobro dokumentiran, vendar so nekateri raziskovalci navedli optimalni pH tal okoli 5,3. Zastirka je zelo pomembna za pravilno rast vinske trte, zato je treba velik del zastirke položiti v dno trte. Gnojenje se razlikuje glede na razmere v tleh, vendar so splošna priporočila: 40 do 60 g N, 20 do 30 g P2O5 in 60 do 100 g K2O je treba uporabiti za vsako rastlino na leto poleg organskih gnojil, kot so vermikompost, oljne pogače, perutninski gnoj in lesni pepel. Pri vanilji so dobri tudi foliarni nanosi, rastlino pa lahko enkrat mesečno poškropimo z raztopino 1 % NPK (17:17:17). Vanilja potrebuje organsko snov, zato za rastlino zadostujejo tri ali štiri uporabe zastirke na leto.

### Razmnoževanje, priprava in vrsta staleža
Razširjanje vanilje je mogoče doseči z rezanjem stebla ali s tkivno kulturo. Za rezanje stebel je treba vzpostaviti potomski vrt. Vse rastline morajo rasti v 50 % senci, tako kot preostali pridelek. Mulčenje jarkov s kokosovo lupino in mikro namakanje zagotavljata idealno mikroklimo za vegetativno rast. Za sajenje na polju ali v rastlinjaku je treba izbrati potaknjence med 60 in 120 cm. Potaknjence pod 60 do 120 cm je treba pred sajenjem ukoreniniti in vzgojiti v ločeni drevesnici. Sadilni material mora vedno izvirati iz nerazcvetelih delov vinske trte. Uvenenje potaknjencev pred sajenjem zagotavlja boljše pogoje za poganjanje in ukoreninjenje.
Pred sajenjem cepičev je treba vsaj tri mesece pred setvijo cepičev posaditi drevesa za oporo trti. Jame velikosti 30 × 30 × 30 cm izkopljemo 30 cm stran od drevesa in jih napolnimo z gnojem (vermikompost), peskom in zgornjo zemljo, dobro premešano. V povprečju lahko posadite 2000 potaknjencev na hektar. Eden od pomembnih premislekov je, da je treba pri sajenju potaknjencev od podlage obrezati štiri liste in obrezano bazalno konico pritisniti v tla tako, da so vozli v tesnem stiku s tlemi in so nameščeni na globini od 15 do 20 cm. Zgornji del potaknjenca je privezan na drevo z naravnimi vlakni, kot sta banana ali konoplja.

### Tkivna kultura
Tkivno kulturo so prvič uporabili kot sredstvo za ustvarjanje rastlin vanilje v 1980-ih na univerzi Tamil Nadu. To je bil del prvega projekta gojenja V. planifolia v Indiji. Takrat je v Indiji primanjkovalo sadilnega materiala vanilje. Pristop je navdihnilo delo, ki poteka na tkivni kulturi drugih cvetočih rastlin. Za gojenje tkiva vanilje je bilo predlaganih več metod, vendar se vse začnejo z aksilarnimi popki vinske trte vanilje. Razmnoževanje in vitro je bilo doseženo tudi s kulturo kalusnih mas, protokormov, koreninskih konic in stebelnih vozlov. Opis katerega koli od teh postopkov je mogoče dobiti iz prej naštetih referenc, vendar so vsi uspešni pri ustvarjanju novih rastlin vanilje, ki jih je treba najprej vzgojiti do višine vsaj 30 cm, preden jih je mogoče posajene na njivi ali rastlinjaku.

### Premisleki glede razporejanja
V tropih je idealen čas za sajenje vanilje od septembra do novembra, ko vreme ni niti preveč deževno niti preveč suho, vendar se to priporočilo razlikuje glede na rastne razmere. Potaknjenci potrebujejo od enega do osem tednov, da vzpostavijo korenine in pokažejo začetne znake rasti iz ene od listnih pazduh. Takoj po sajenju je treba zagotoviti gosto zastirko iz listov kot dodaten vir organske snovi. Tri leta so potrebna, da potaknjenci dovolj zrastejo za cvetenje in kasnejše stroke. Kot pri večini orhidej, cvetovi rastejo vzdolž stebel, ki se razvejajo iz glavne trte. Brsti, ki rastejo vzdolž 15 do 25 cm velikih stebel, cvetijo in zorijo v zaporedju, vsak v drugačnem intervalu.

### Opraševanje
Običajno cveti vsako pomlad in brez opraševanja cvetovi ovenijo in odpadejo in strok vanilije ne more rasti. Vsak cvet je treba ročno oprašiti v 12 urah po odprtju. V divjini v Novem svetu so edini organizmi, za katere so kdaj opazili, da prenašajo cvetni prah vanilije, čebele orhideje iz rodu Eulaema, čeprav manjka neposrednih dokazov, ki bi dokumentirali nabor semen. Trditve, da opraševanje opravljajo čebele brez žela iz rodu Melipona ali kolibriji, niso bile nikoli utemeljene, čeprav obiščejo cvetove. Celo znotraj območja orhidejnih čebel imajo divje orhideje vanilije le 1 % možnosti za uspešno oprašitev. Posledično se vsa današnja vanilija oprašuje ročno. Z majhnim drobcem lesa ali steblom trave dvignemo rostelum ali pomaknemo loputo navzgor, tako da lahko previsni prašnik pritisnemo na pestič in se trta samoopraši. Na splošno se na dan odpre en cvet na socvetje, tako da lahko socvetje cveti več kot 20 dni. Zdrava trta bi morala proizvesti približno 50 do 100 strokov na leto, vendar so pridelovalci previdni, da oprašijo le pet ali šest cvetov od 20 na vsaki trti. Prve cvetove, ki se odprejo, je treba oprašiti, zato so stroki podobno stari. Te agronomske prakse olajšajo žetev in povečajo kakovost strokov. Plodovi potrebujejo pet do šest tednov, da se razvijejo, vendar približno šest mesecev, da dozorijo. Posledica prekomernega opraševanja so bolezni in slabša kakovost. Trta ostane rodna od 12 do 14 let.

### Zatiranje škodljivcev in bolezni
Vanilja je dovzetna za številne glivične in virusne bolezni. Vrste Fusarium, Sclerotium, Phytophthora in Colletrotrichum povzročajo gnitje korenin, stebel, listov, bobov in vršičkov poganjkov. Razvoju večine bolezni prispevajo neprimerni rastni pogoji, kot so prekomerno zalivanje, nezadostna drenaža, močna zastirka, prekomerno opraševanje in preveč sence. Glivične bolezni lahko zatiramo s škropljenjem z bordojsko mešanico (1 %), karbendazimom (0,2 %) in bakrovim oksikloridom (0,2 %).
Biološki nadzor nad širjenjem takšnih bolezni je mogoče upravljati z nanašanjem na tla Trichoderma (0,5 kg na rastlino v rizosferi) in foliarnim nanašanjem pseudomonas (0,2 %). Mosaic virus, leaf curl in cymbidium mozaic potexvirus so pogoste virusne bolezni. Te bolezni se prenašajo s sokom, zato je treba prizadete rastline uničiti. Škodljivci žuželk vanilije vključujejo hrošče in mokarje, ki napadejo cvet, gosenice, kače in polže, ki poškodujejo nežne dele poganjkov, cvetne popke in nezrele plodove, ter kobilice, ki prizadenejo konice poganjkov. Če se izvaja ekološko kmetijstvo, se izogiba insekticidom, za zatiranje škodljivcev pa se uporabljajo mehanski ukrepi. Večino teh praks izvajamo v rastlinjakih, saj je takšne poljske pogoje zelo težko doseči.

### Umetna vanilja
Večina izdelkov iz umetne vanilje vsebuje vanilin, ki ga je mogoče sintetično proizvesti iz lignina, naravnega polimera, ki ga najdemo v lesu. Večina sintetičnega vanilina je stranski produkt iz celuloze, ki se uporablja pri izdelavi papirja, v kateri se lignin razgradi s sulfiti ali sulfati. Vendar pa je vanilin le ena od 171 identificiranih aromatičnih sestavin prave vanilije.
Vrsto orhidej Leptotes bicolor uporabljajo kot naravni nadomestek vanilje v Paragvaju in južni Braziliji.
Leta 1996 je ameriška uprava za hrano in zdravila opozorila, da so nekateri izdelki iz vanilje, ki se prodajajo v Mehiki, narejeni iz cenejšega stroka tonka, ki poleg vanilina vsebuje tudi toksin kumarin. Potrošnikom so svetovali, naj vedno preverijo oznako sestavin in se izogibajo sumljivo poceni izdelkom.

### Nerastlinska aroma vanilije
V Združenih državah Amerike je Uprava za hrano in zdravila odobrila kastoreum, izcedek iz ricinusovih vrečk zrelih bobrov, kot aditiv za živila, ki se na seznamu sestavin izdelka pogosto omenja preprosto kot 'naravna aroma'. Uporablja se v hrani in pijači, zlasti kot aroma vanilije in maline, s skupno letno proizvodnjo v ZDA manj kot 300 funtov. Uporablja se tudi za aromatiziranje nekaterih cigaret in pri izdelavi parfumov, lovci na krzno pa ga uporabljajo kot dišavno vabo.

### Žetev
Nabiranje plodov vanilje je enako delovno intenzivno kot opraševanje cvetov. Nezrelih, temno zelenih strokov ne obiramo. Bledo rumeno obarvanje, ki se začne na distalnem koncu plodov, ni dober pokazatelj zrelosti strokov. Vsak strok dozori ob svojem času, zato je potrebno dnevno obiranje. »Trenutne metode za določanje zrelosti stroka vanilje (Vanilla planifolia Andrews) so nezanesljive. Porumenelost na koncu cvetenja, trenutni indeks, se pojavi, preden strok zbere največjo koncentracijo glukovanilina. Strok, ki ostane na trti, dokler ne porjavi, ima višje koncentracije glukovanilina, vendar se lahko cepi in ima nizko kakovost. Zrelost stroka je težko oceniti, saj doseže polno velikost kmalu po opraševanju. Glukovanilin se kopiči od 20 tednov, največ približno 40 tednov po opraševanju. Zrel strok ima 20 % suhe snovi, vendar manj kot 2 % glukovanilina. Kopičenje suhe snovi in glukovanilina sta močno povezana. Da bi zagotovili najboljši okus vsakega stroka, je treba vsak strok pobrati ročno, ravno ko se začne cepiti na koncu. Prezreli plodovi se bodo verjetno razcepili, kar bo povzročilo zmanjšanje tržne vrednosti. Njegova tržna vrednost je določena glede na dolžino in videz stroka.
Če je sadež daljši od 15 cm, je plod prve kakovosti. Največji sadeži, večji od 16 cm in do 21 cm, so običajno rezervirani za gurmanski trg vanilje, za prodajo vrhunskim kuharjem in restavracijam. Če so plodovi dolgi od 10 do 15 cm, spadajo stroki v drugo kakovostno kategorijo, plodovi, krajši od 10 cm pa v tretjo kakovostno kategorijo. Vsak sadež vsebuje na tisoče drobnih semen črne vanilje. Pridelek plodov vanilje je odvisen od nege in vzdrževanja visečih in rodnih trt. Vsaka praksa, usmerjena v spodbujanje proizvodnje zračnih korenin, neposredno vpliva na produktivnost trte. Pet let stara trta lahko proizvede med 1,5 in 3 kg strokov, ta pridelek pa se lahko po nekaj letih poveča na 6 kg. Nabrane zelene stroke je mogoče komercializirati kot take ali obdelati, da se doseže boljša tržna cena.

### Utrjevanje
Na trgu obstaja več metod za sušenje vanilje; kljub temu so vse sestavljene iz štirih osnovnih korakov: uničenja, znojenja, počasnega sušenja in kondicioniranja stroka.
Uničenje
Vegetativno tkivo vanilje uničijo, da ustavijo vegetativno rast stroka in porušijo celice in tkivo sadežev, kar sproži encimske reakcije, odgovorne za aromo. Metode uničenja so različne, najpogosteje s pomočjo sonca, s sterilizacijo z vročim zrakom, uničenje z vročo vodo, s praskanjem ali z zamrznitvijo.
Znojenje
Znojenje je hidrolitični in oksidativni proces. Tradicionalno sestoji iz hranjenja sadja 7 do 10 dni, gosto zloženega in izoliranega z volno ali drugo tkanino. Ta ohranja temperaturo 45–65 °C in visoko vlažnost. Izkoristite lahko tudi vsakodnevno izpostavljanje soncu ali potapljanje plodov v vročo vodo. Plodovi so rjavi in so do konca tega postopka pridobili večino značilnega okusa in arome vanilje, vendar še vedno ohranijo 60–70 % vsebnosti vlage glede na težo.
Sušenje
Zmanjšanje vsebnosti vlage v stroku na 25–30 % teže, da se prepreči gnitje in zaklene aroma v strokih, se vedno doseže z nekaj izpostavljenosti stroka zraku in običajno (in tradicionalno) občasni senci in sončni svetlobi. Plodove lahko zjutraj položite na sonce in jih popoldne vrnete v škatle ali pa jih tri do štiri tedne razporedite na leseno stojalo v sobi, včasih z obdobji izpostavljenosti soncu. Sušenje je najbolj problematična faza; neenakomernost v procesu sušenja lahko privede do izgube vsebnosti vanilina v nekaterih sadežih, dokler se drugi ne posušijo.
Kondicioniranje
Kondicioniranje poteka tako, da se stroki za pet do šest mesecev shranijo v zaprtih škatlah, kjer se razvije dišava. Predelano sadje se sortira, zveže v svežnje in zavije v parafinski papir ter ohrani za razvoj želenih lastnosti stroka, zlasti okusa in arome. Sušeni plodovi vanilje vsebujejo povprečno 2,5 % vanilina.

## Raba v prehrani
Obstajajo tri glavne tržne priprave naravne vanilje:
- celi stroki,
- prašek (zemeljski strok, čist ali zmešan s sladkorjem, škrobom ali ostalimi sestavinami),
- ekstrakt (alkoholna raztopina).

Okus vanilje lahko v prehrani dosežemo z dodajanjem ekstrakta vanilje ali s kuhanjem strokov vanilje. Intenzivnejša aroma se doseže, če se stroke razdeli na dva dela, razstavljanje večje površine strokov v tekočino. V tem primeru se semena zmešajo v pripravek. Naravna vanilja da pripravki rjavo ali rumenkasto barvo, odvisno od koncentracije.
Visoko kvalitetna vanilja ima močan aromatičen okus. Vendar pa prehrana z vaniljo nizke kvalitete ali z umetno vaniljo bolj običajna, saj je prava vanilja veliko dražja.
Najpogostejša raba vanilje je v namen odišavljenja sladoleda. Najpogostejši okus sladoleda je vanilja, zato večina ljudi meni, da je okus vanilje osnoven okus sladoleda. O analogiji se termin vanilla zato včasih uporablja kot sinonim za osnovno, enostavno ali navadno. Kozmetična industrija pa uporablja vaniljo za izdelavo parfumov.
Kulinarična industrija uporablja metil in etil vanilin. Etil vanilin je dražji, vendar ima močnejši vonj. V Cook's Ilustrated (kuharska revija) so prikazali različne okuse testiranja vanilje in vanillina v pečenih in drugih dobrotah. Na presenečenje urednikov revij okuševalci niso mogli ločiti med okusom vanillina in anilje. Kakorkoli, v primeru vaniljnega sladoleda pa naravna vanilja zmaga.

## Medicinski učinki
V stari medicinski literaturi je vanilja opisana kot afrodiziak in zdravilo za vročice. Slednji rabi nista znanstveno dokazani, vendar pa je bilo prikazano, da vanilja povzroči rast stopnje kateholaminov (vključujoč epinephrine, bolj znan kot adrenalin) in kot takšen je lahko smatran tudi kot blag povzročitelj odvisnosti.
V in-vitro poskusu je vanilja lahko ustavila občutljivost bakterij na kvorum. To je z medicinskega vidika zanimivo, saj v številnih bakterijah občutljivih na kvorum deluje kot izključitelj za ustavitev virulence. Mikrobi postanejo virulentni le, ko jih je številčno zadosti, da se lahko uprejo imunskemu sistemu gostitelja. Eterična olja vanillin-a in vanilje so včasih uporabljeni v aromaterapiji.